# Kiril Metkov
Kiril Metkov (født 1. februar 1965) er en tidligere bulgarsk fodboldspiller.

## Bulgariens fodboldlandshold
| Bulgariens landshold | Bulgariens landshold | Bulgariens landshold |
| År                   | Kmp                  | Mål                  |
| -------------------- | -------------------- | -------------------- |
| 1989                 | 1                    | 0                    |
| 1990                 | 0                    | 0                    |
| 1991                 | 3                    | 0                    |
| 1992                 | 2                    | 0                    |
| 1993                 | 3                    | 0                    |
| Total                | 9                    | 0                    |